# Milton Friedman
Milton Friedman (n. 31 iulie 1912, New York City, New York, SUA – d. 16 noiembrie 2006, California, SUA) a fost un economist evreu-american, profesor de economie la Universitatea Chicago. În 1976 a primit Premiul Nobel pentru Economie. El este considerat reprezentantul principal al școlii din Chicago, al economiei de dreapta, de piață liberă. A fost elevul lui Frank Knight. Fiul său este David D. Friedman. Mai mulți studenți și profesori tineri care au fost recrutați de Friedman și l-au avut drept mentor la Chicago au ajuns economiști de primă importanță; printre ei sunt Gary Becker, Robert Fogel, Thomas Sowell și Robert Lucas Jr.
Milton Friedman a adus nenumărate contribuții la dezvoltarea microeconomiei și a macroeconomiei precum și la dezvoltarea teoriile cu privire la economia de piață și la minimalizarea rolului statului în coordonarea economiei. Întreaga sa activitate a fost cel mai bine descrisă chiar de Milton Friedman în persoană prin următoarele cuvinte:
„Aș vrea ca lumea să își amintească de mine ca de un prieten al libertății. Dacă analizezi istoria, vezi că, oriunde există creștere economică și unde capitalismul înflorește, oamenii trăiesc mai mult și mai bine”—Milton Friedman
Provocările lui Friedman la adresa a ceea ce a numit mai târziu teorie „keynesiană naivă” au început în anii 1950 cu reintrepretarea funcției consumului⁠(d). În anii 1960, a devenit principalul oponent al politicilor guvernamentale keynesiene și și-a descris abordarea drept utilizare a „limbajului și aparatului keynesian”, dar respingere a concluziilor sale „inițiale”. A teoretizat că există o rată „naturală” a șomajului și a susținut că nivelul de angajare ce întrece această rată va duce la accelerarea inflației. A afirmat că Curba Phillips este, până la urmă, verticală la „rată naturală” și a prezis ceea ce va ajunge cunoscut drept stagflație. Friedman a promovat un punct de vedere macroeconomic alternativ cunoscut ca „monetarism⁠(d)” și a susținut că o expansiune ușoară și constantă a masei monetare este o politică convenabilă. Ideile sale în ce privește politica monetară, impozitele, privatizarea și dereglementarea au influențat politica guvernului, mai ales în anii 1980. Teoria sa monetară⁠(d) a influențat răspunsul Sistemului Federal de Rezerve la criza financiară mondială din 2007-2008⁠(d).
Friedman a fost consilier al președintelui american republican Ronald Reagan și al premierului britanic conservator Margaret Thatcher. Filosofia sa politică a exaltat virtuțile sistemului economic al unei piețe libere cu intervenție minimă. La un moment dat, a declarat că rolul său în eliminarea serviciului militar obligatoriu în SUA este cea mai mândră realizare a sa. În cartea sa publicată în 1962 Capitalism și libertate, Friedman a susținut politici precum serviciul militar voluntar⁠(d), libertatea cursului flexibil de schimb⁠(d), abolirea licenței medicale⁠(d), impozitul negativ pe venit⁠(d) și cecurile școlare⁠(d). Fiind adept al school choice⁠(d), a fondat Fundația Friedman pentru Alegere în Educație, redenumită mai târziu EdChoice.
Printre lucrările lui Milton Friedman sunt monografii, cărți, articole științifice, articole de ziar, articole în reviste, programe de televiziune și prelegeri, acoperind o gamă largă de subiecte economice și chestiuni ce țin de politica publică. Cărțile și eseele sale au influență globală, inclusiv în statele foste comuniste. Un sondaj l-a clasat pe Friedman pe locul doi după John Maynard Keynes în rândul celor mai populari economiști, iar The Economist l-a descris drept „cel mai influent economist din a doua jumătate a secolului 20 ...”.

## Cronologie
Milton Friedman s-a născut la New York în familia unor emigranți evrei din Beregszász, din Rutenia transcarpatică, pe atunci parte a Ungariei, în zilele noastre parte a Ucrainei.Tatăl său se numea Jenő Saul Friedman, iar mama sa Sara Ester născută Landau. A petrecut copilăria la Rahway, New Jersey, unde a terminat liceul în anul 1928.
- 1928 - 1932: Studiază economia la Universitatea Rutgers din New Jersey
- 1932 - Absolvă Facultatea la Universitatea din Chicago
- 1941 - 1943: Angajat la oficiul american de averi
- 1946 - Susține dizertația
- 1946 - 1983 - Profesor la Universitatea din Chicago

## Opera
- 1962 - Capitalism și libertate
- 1969 - Cantitatea optimă de bani și alte eseuri
- 1980 - Liber sa alegi. Un punct de vedere personal (en: Free to choose. A Personal Statement)
- 1984 - Tirania Status-ului Quo